# ريان ديمبستر
ريان ديمبستر هو لاعب كرة قاعدة كندي، ولد في 3 مايو 1977 في Gibsons ‏ في كندا.

## وصلات خارجية
- ريان ديمبستر على موقع دوري كرة القاعدة الرئيسي (الإنجليزية)
- ريان ديمبستر على موقعبيزبول رفرنس.كوم (الدوري الرئيسي) (الإنجليزية)
- ريان ديمبستر على موقعبيزبول رفرنس.كوم (الدوري الثانوي) (الإنجليزية)
- ريان ديمبستر على موقع إي إس بي إن.كوم (أم.أل.بي) (الإنجليزية)
- ريان ديمبستر على موقع مشجعي الرسوم البيانية (الإنجليزية)
- ريان ديمبستر على موقع قاعة كولومبيا البريطانية للمشاهير الرياضية (الإنجليزية)